# Alois Miedl

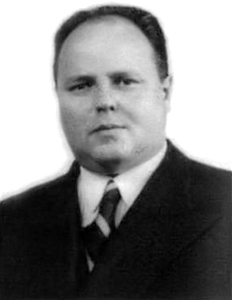
Alois Miedl

Alois Miedl (München, 3 maart 1903 - aldaar, 11 juni 1970) was een Duitser die zich in de Tweede Wereldoorlog de  Kunsthandel Goudstikker toe-eigende. Hij was bevriend met Rijksmaarschalk Hermann Göring. Miedl heeft weliswaar Joodse families geholpen en hij was zelf met een Joodse vrouw getrouwd, maar hij had ook nazisympathieën. Hij profiteerde van de oorlog door grote winsten te behalen in kunsthandel met Duitsers, waarbij hij zich in het bijzonder beijverde voor de verzamelingen van Göring en van Hitler. Bekend is dat Miedl al in een vroeg stadium van de bezetting druk uitoefende op Joodse kunstbezitters om hen te bewegen tot verkoop via hem aan Göring.

## Zijn vroege leven
Alois Miedl werd in 1903 in München geboren als zoon van Alois Miedl en Maria Streicher. Zijn vader had een melkveebedrijf. Miedl ging naar de Realschule in München. In de jaren twintig huwde hij een joodse vrouw, Teodora (Dori) Fleischer, met wie hij twee kinderen kreeg. Van 1920 tot 1924 leerde Alois het bankvak als onbezoldigd medewerker bij de bank van de Joodse bankiers Heinrich en Hugo Marx in München, en werkte van 1924 tot 1929 nauw samen met de bank Witzig und Co., eveneens in München. Hij geraakte snel in de top van de bank. In 1930 werd hij directeur van de Berlijnse Schantung-Handelsaktiengesellschaft, een Duitse koloniale maatschappij, aktief in China, en bezat driekwart van de aandelen. In 1932 sloot Schantung een belangenverdrag af met de Kaoka Land- und Minengesellschaft, Berlijn, een mijnbouwbedrijf aktief in Afrika. Miedl was vervolgens directeur van Kaoka, commissaris van de Moritz Ribbert A.G. te Hohenlimburg, het internationaal opererende baggerbedrijf Goedhart Aktiengesellschaft te Düsseldorf en de Dalmia Cement Ltd. te Dalmianagar (Brits-Indië).  In 1932 raakte hij in conflict met de Duitse deviezenwetgeving en verhuisde hij naar Nederland, richtte N.V. Veland op, de dochteronderneming van Schantung, en kocht de Buitenlandsche Bankvereeniging. Hij probeerde tevergeefs een meerderheidspositie in het Nederlands-Indische mijnbouwbedrijf Redjang Lebong te verkrijgen.  Hij woonde in de vooroorlogse periode aan de Roemer Visscherstraat 23 in Amsterdam.

## Tweede Wereldoorlog
Voor de oorlog bezochten de Miedls de rijkste Joodse families in Amsterdam. Miedl was tevens een vriend van prominente nazileiders, waaronder Hermann Göring. Hij verbleef zelfs meerdere malen in Hitler's woonhuis Berghof in Berchtesgaden. De Miedls organiseerden gala's in hun huis om de verjaardag van Hitler te vieren, waarbij Miedl een SS-uniform droeg en prominente leden van de Nederlandse Gestapo te gast waren.
Vanaf januari 1940 liet Miedl in Duitsland kunstobjecten via Schantung aankopen en naar het adres van de Buitenlandsche Bankvereeniging verzenden. Miedl zocht een betrouwbaar verkoopkanaal om met de kunst te kunnen speculeren. Toen de kunsthandelaar Jacques Goudstikker tijdens zijn vlucht uit Nederland in 1940 was verongelukt, ondernam Miedl stappen om de kunsthandel over te nemen.

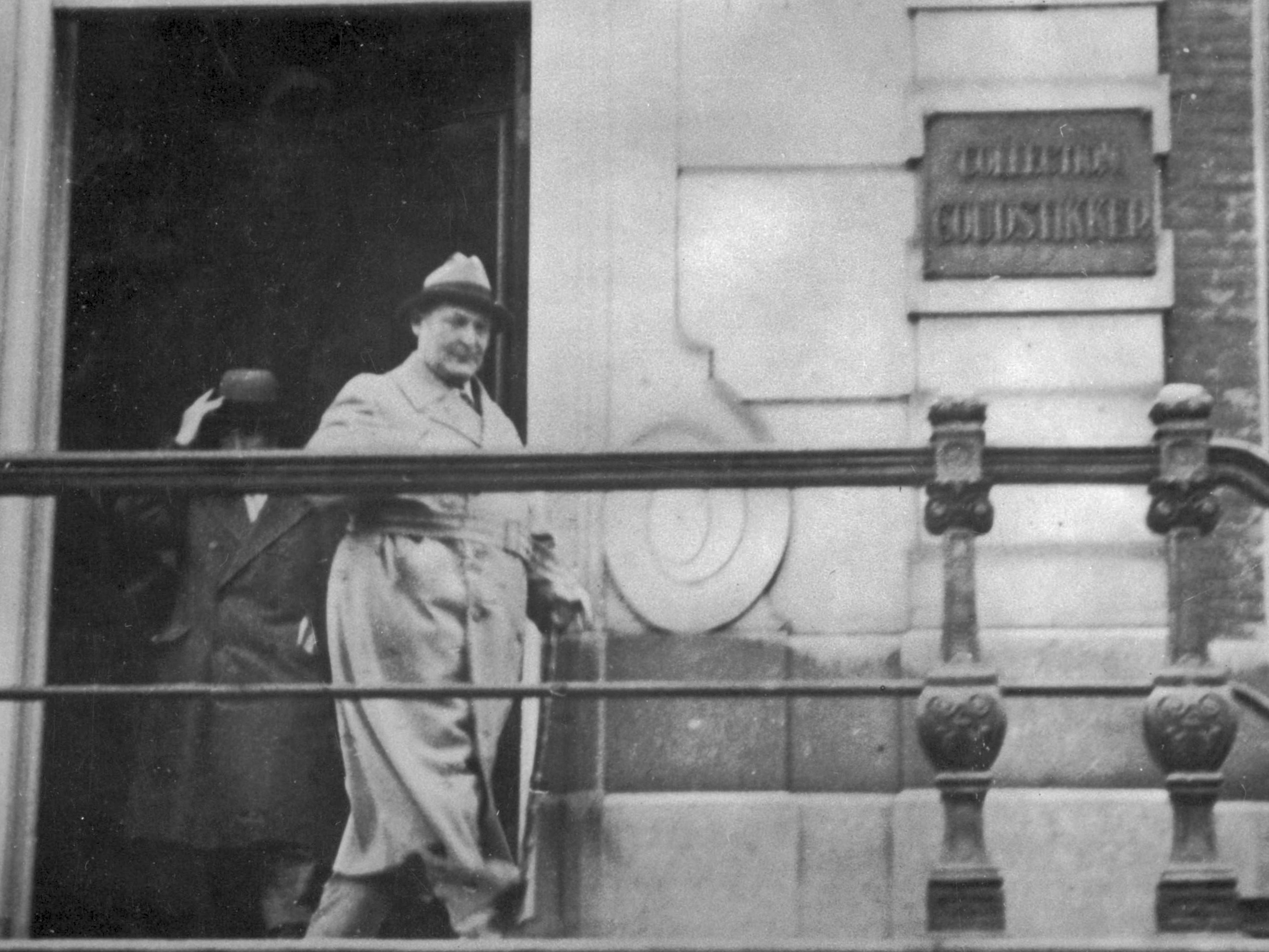
Hermann Göring verlaat de kunsthandel Goudstikker (1941)

Hermann Göring, rijksmaarschalk en kunstliefhebber, die zich het eerste recht op de kunstvoorwerpen toe-eigende, kwam tussenbeide. Samen kochten ze — illegaal, want tegen de wil van Goudstikkers weduwe, die de meerderheid van aandelen vertegenwoordigde — zijn vastgoed en zijn collectie van 1300 oude meesterwerken en andere kunstwerken op. Procuratiehouder A.A. Ten Broek fungeerde als verkopende partij, en Arnold van den Bergh was de notaris bij deze transactie. Hermann Göring nam 600 meesterwerken over. Alois Miedl verwierf de rest van de kunstwerken en Goudstikkers  kunsthandel aan de Herengracht 458, het kasteel Nijenrode en de Buitenplaats Oostermeer in Ouderkerk aan de Amstel, waar hij in welstand zou leven. Ze betaalden alles bij elkaar 2,5 miljoen gulden, wat slechts een fractie van de werkelijke waarde was. Onder de schilderijen die aan Göring werden verkocht waren werken van Rembrandt, Salomon van Ruysdael, Hans Memling, Lucas Cranach de Oude, Gerard ter Borch, Jacopo del Casentino en Frans Hals. 
Miedl gebruikte de reputatie van Goudstikker voor zijn handel. Met Göring kwam hij overeen dat het aan Goudstikkers moeder betaalde bedrag en haar leven vrij van inbeslagname c.q. deportatie zouden blijven. Door die overeenkomst overleefde zij de oorlog.
Vanaf het begin van de oorlog probeerde Miedl kunstwerken van Joodse eigenaren te verwerven. Veel Joden die geen uitweg zagen, stemden daarmee in. Het was echter niet Miedl's gewoonte om handelaren tot verkoop te dwingen. Miedl handelde niet alleen in kunst, maar kreeg zo ook andere waardevolle zaken in handen. Hij bood ook een aantal Joden bescherming aan als een vorm van zakelijke transactie, waardoor hij een tiental Joden van deportatie en de dood redde. Maar in andere gevallen heeft hij geen stappen ondernomen om de deportatie van Joodse medewerkers te voorkomen. Zo zijn twee administrateurs van zijn handelsfirma  Veland in 1943 overgebracht naar Theresienstadt, waar zij zijn overleden.
Medio 1940 kocht Miedl van de Kunsthandel Katz een groot aantal schilderijen. Na de oorlog verklaarde Benjamin Katz over het verloop van de besprekingen: "De Heer Miedl heeft op mij en mijn broer (Nathan Katz) nooit dwang uitgeoefend om schilderijen te verkoopen, die mijn broer en/of ik niet wilde verkoopen." In 1941 zouden Nathan Katz en zijn gezin door Miedl zijn geholpen om te ontsnappen tijdens een razzia. Miedl zou hen in zijn huis hebben verborgen tot het weer veilig was om terug te keren naar Arnhem. Van de collectie van de broers Wolf, die Nederland ontvluchtten, kocht hij meerdere schilderijen voor de verzameling van Göring, waaronder een Vincent Van Gogh, een Tintoretto en een Joos van Cleve. Voor zichzelf verwierf hij de bank en de bioscoop die vroeger in het bezit van de broers waren. Van de Jood Friedrich Gutmann kocht hij drie 16-eeuwse zilveren bekers. Bij zijn poging om de Mannheimer collectie aan te schaffen, moest hij de Dienststelle Mühlmann voor laten gaan. Tegelijk met de collectie Goudstikker kocht Göring in mei 1940 van de Joodse bankiers Lisser & Rosenkranz 19 oude meesterwerken uit de verzameling van de kunstverzamelaar Franz Koenigs. De schilderijen van de Koenigscollectie waren een onderpand voor de bank Lisser & Rosenkranz en voor de oorlog in commissie bij Jacques Goudstikker op de Herengracht 458 opgeslagen. Göring betaalde aan Miedl fl 500,000.- voor de 19 schilderijen. 
Miedl handelde ook met niet-Joodse verzamelaars. Van de Belgische kunstverzamelaar Emile Renders kocht hij 12 oude Vlaamse werken, waaronder werken die werden toegeschreven aan Hans Memling en Rogier Van der Weyden. Tegen de eis van Renders in om de collectie bij elkaar te houden, werden zes werken verkocht aan Göring, en de andere helft werd door Miedl behouden. Ook met de in Nederland wonende Duitser Hans Tietje, die net als hij met een Joodse vrouw was getrouwd, handelde hij veelvuldig.
In 1943 kocht Miedl voor 1,65 miljoen Nederlandse gulden Christus en de overspelige vrouw door Johannes Vermeer, maar in werkelijkheid een vervalsing door Han van Meegeren. Vervolgens verkocht hij het schilderij aan Hermann Göring voor een onbekend bedrag en 150 schilderijen, waarvan 54 oorspronkelijk uit de Goudstikkercollectie, in totaal ongeveer 2 miljoen gulden waard. Het luidde de ontmaskering van Van Meegeren in.

## Vlucht
In mei 1944 vluchtte Miedl met zijn vrouw en 22 schilderijen uit zijn kunstcollectie naar Spanje, een eveneens fascistische dictatuur. Op 13 november 1944 kreeg hij ook de beschikking over een zending van ongeveer 200 schilderijen van Göring, die mogelijk via Spaanse kunsthandelaren werd verkocht. De tweeëntwintig schilderijen, waaronder verschillende schilderijen uit de Goudstikkercollectie, waren in de vrijhaven van Bilbao opgeslagen.  Ze werden door Nederland na de oorlog teruggevorderd. Een moeizame onderhandeling over de bestemming van de schilderijen volgde, tot de Spaanse overheid na een afwijkende interpretatie van de internationale afspraken over geroofde kunst in februari 1949 de goederen vrijgaf.  Miedl nam de schilderijen en waardepapieren mee, waarna men ieder spoor verloor.  Andere schilderijen die door Miedl waren verworven, werden bewaard in banken in Berlijn en Zwitserland. Deze werken werden teruggevorderd door de Nederlandse overheid.
In 1949 keerde Miedl onder vrijgeleide kort naar Nederland terug om inlichtingen te verschaffen over zijn handel in kunst in de oorlog. Tevens diende hij een verzoek tot ontvijanding in. Dit verzoek werd niet gehonoreerd, maar toch heeft hij Amsterdam nog verschillende malen bezocht.
In 1952 was hij waarschijnlijk nog in Spanje omdat op 10 december een rechtbank in Lausanne verzocht hem te ondervragen. Tussen 1953 en 1957 hield hij zich in München op. Hij handelde niet meer in kunst maar leefde van bankzaken. In 1967 overleed zijn vrouw Dori. Volgens de advertentie woonde Alois Miedl toen in Oberwarngau, Beieren. Miedl overleed in München in 1970.

## Wetenswaardigheden
- Miedl verkocht in drie jaar tijd voor 18 miljoen gulden aan schilderijen aan Duitse machthebbers en hield daar vier tot zes miljoen gulden aan over.[5]
- De aankoopsom voor Goudstikkers handel werd opzijgezet voor de erven-Goudstikker. Van de 2,55 miljoen gulden was na de oorlog nog 1,3 miljoen over.[25]
- Miedl had een persoonlijke band met Baldur von Schirach, aan wie hij minstens 12 schilderijen verkocht. Hij schonk vermoedelijk een paneelschilderij aan de vrouw van Baldur von Schirach, Henriette von Schirach (Neri di Bicci: Tobias met de engel).[26] Zij schreef in 1976 in haar memoires over Miedls kasteel aan het water dat ze daar alles aantrof waar je in Duitsland moeilijkheden mee kreeg: Duitsers die vanwege hun huwelijk met Joodse vrouwen door Göring waren overgeplaatst, achtergebleven toneelspelers van de Wehrmacht, journalisten, mensen met valse passen en valse namen.[22]
- Gerben Sonderman, testpiloot voor Fokker en vriend van prins Bernhard, dook korte tijd onder bij Alois Miedl.
- Petrus Jan Rienstra van Stuyvesande zat in de directie van Miedls bank. Hij bracht Han van Meegeren in contact met Miedl voor de verkoop van de, naar later zou blijken, valse Johannes Vermeer Christus en de overspelige vrouw[27][28]
- In 1956 eiste Miedl in München in een kort geding de stopzetting van de verkoop van een boek van Wilhelm Höttl waarin hij 'ariseur'[noot 4] van de kunsthandel van Goudstikker werd genoemd. Hij kreeg daarvoor een schadevergoeding.[22]
- In oktober 2002 werd  door een privéverzamelaar een schilderij, Maria Magdalena van Anthony van Dyck, uit Miedl's verzameling van 22 schilderijen ter veiling gebracht.[29][30][31]